# Johannes Pollart
Johannes Pollart († 8. September 1441) war Generalvikar im Erzbistum Köln.
Der aus dem niederländischen Roermond stammende Pollart war seit 1430 Kanoniker an St. Andreas zu Köln und wurde 1443 auch Propst der Stiftskirche St. Walburgis zu Arnheim.
Als Offizial des Kölner Erzbischofs Dietrich II. von Moers tätig, erscheint Pollart seit 1456 auch wiederholt als Kölner Generalvikar. Nach dem Tode des Erzbischofs, 1466, wurde er in seinen Ämtern von Erzbischof Ruprecht von der Pfalz übernommen.